# Teodor Gajewski

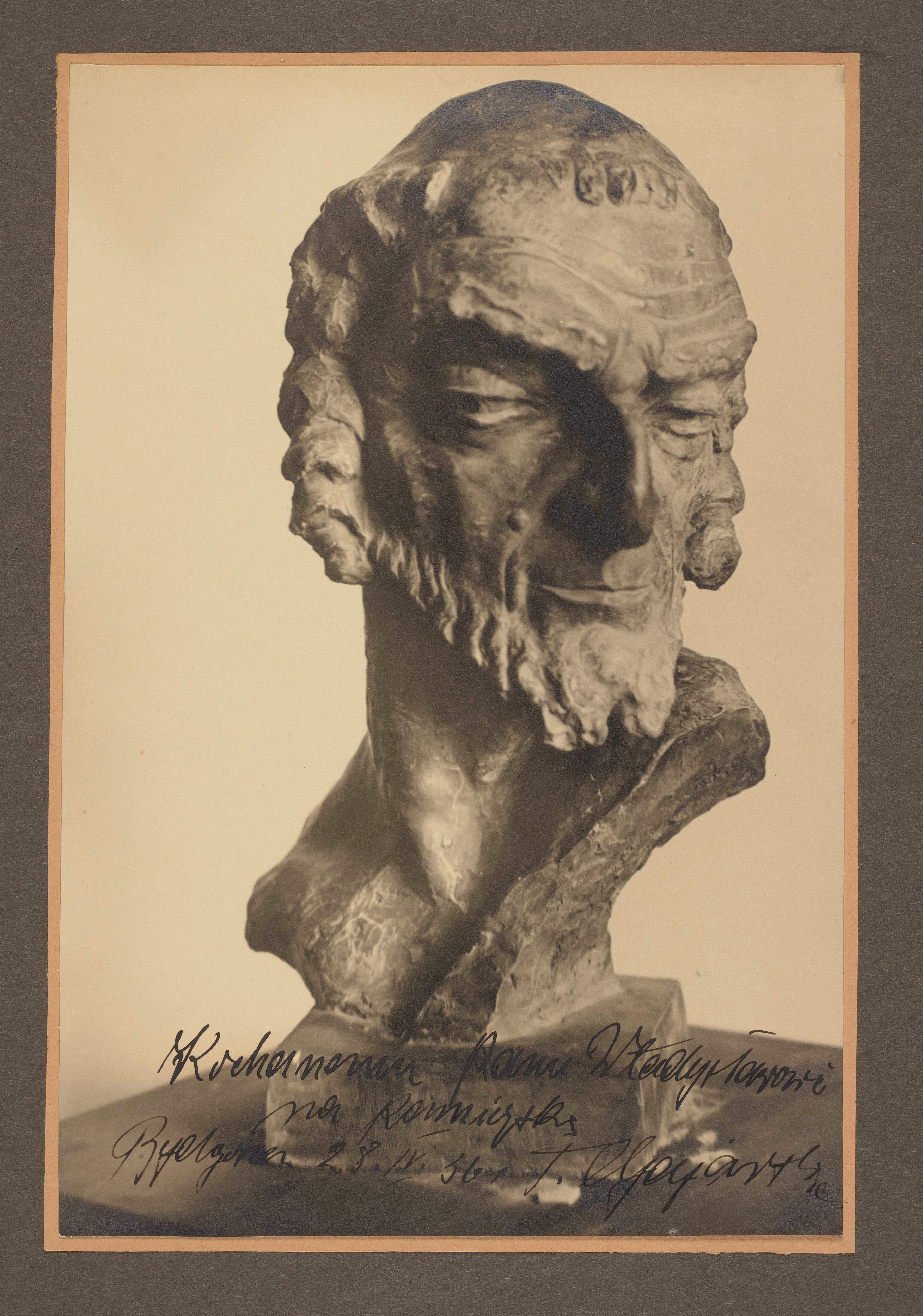
Rzeźba Judasz

Teodor Gajewski (ur. 30 maja 1902 w Bydgoszczy, zm. 7 października 1948 tamże) – polski rzeźbiarz związany z Bydgoszczą.

## Życiorys
Był synem Teofila, szewca i Antoniny z Relków. Jego starszym bratem był artysta malarz, odznaczony orderem Virtuti Militari Franciszek Gajewski. Do szkoły powszechnej uczęszczał w Bydgoszczy. Czynnie uczestniczył w akcji werbunkowej i instruktorskiej prowadzonej przez bydgoskich skautów.
Po wybuchu powstania wielkopolskiego, działając w konspiracji, uczestniczył w akcji zdobywania broni, przerzucania ochotników do powstania, w zbieraniu informacji o planach i ruchach wojsk niemieckich i Grenzschutzu. W latach 1920–1923 uczył się w Państwowej Szkole Przemysłu Artystycznego w Bydgoszczy. Jego mistrzami byli artyści rzeźbiarze Jan Wysocki i Feliks Giecewicz, profesorowie tej szkoły. Służbę wojskową odbył w latach 1924–1925 w 8 Pułku Strzelców Konnych w Chełmnie.
W 1925 r. wrócił do Bydgoszczy i ze swoim przyjacielem Piotrem Trieblerem, również absolwentem Państwowej Szkoły Przemysłu Artystycznego, prowadził pracownię rzeźbiarsko-kamieniarską przy ul. Królowej Jadwigi 13. Wszechstronnie uzdolniony, był aktywnym działaczem i organizatorem ruchu plastycznego w Bydgoszczy. W 1932 r. należał do współzałożycieli Grupy Plastyków Pomorskich. Był członkiem Rady Artystyczno-Kulturalnej w Bydgoszczy.
Jako artysta rzeźbiarz najchętniej posługiwał się drewnem i gipsem. Jego dorobek obejmuje studia podstawowe w gipsie, plakiety w brązie, kompozycje w drewnie i marmurze. Swoje dzieła prezentował na wystawach w Bydgoszczy, Poznaniu, Toruniu i Warszawie. Spod jego dłuta wyszły m.in.: „Głowa Chrystusa”, popiersie Józefa Piłsudskiego (umieszczone w ratuszu bydgoskim, zniszczone przez hitlerowców), „Judasz”, „Faun”. Był twórcą pomników „Dobry Pasterz” (pod Gnieznem), „Serca Jezusa” (1932) i Pomnika – Krzyża w Bydgoszczy, ustawionego w 1935 r. na osiedlu Szwederowo. Projektował również pomnik poległych Polaków w St. Hilaire le Grand we Francji, za który otrzymał I nagrodę. Niektóre jego dzieła zakupiło Muzeum Miejskie w Bydgoszczy.
Zmarł 7 października 1948 r. w Szpitalu Zakaźnym w Bydgoszczy. Został pochowany na cmentarzu katolickim Matki Bożej Nieustającej Pomocy przy ul. Kossaka w Bydgoszczy.